# Богдан Петрунов
Богдан Николов Петрунов е български лекар, алерголог, академик на Българската академия на науките.

## Биография
Богдан Петрунов е роден на 1 септември 1936 г. в София, България. В периода 1993 – 2010 г. е директор на Националния център по заразни и паразитни болести (НЦЗПБ).
Завършва медицина в София през 1960 г. като първенец на випуска. Специализира в Чехия, Англия, Франция, Нидерландия, САЩ, Канада.
През 1974 г. след конкурс е избран за доцент, а през 1991 – за професор.
През 2003 г. е избран за член-кореспондент на БАН, а през 2008 г. – за академик.
Името му е в списъка на служители и сътрудници на Държавна сигурност.

## Дисертации
- За образователна и научна степен „доктор“ (тогава кандидат на науките) – 1969 г. с тема „Химични, имунологични и алергологични проучвания върху алергена от домашен прах“
- За доктор на науките – 1979 г. с тема „Проучвания върху атопичните алергени и сензибилизацията, която причиняват“.[5]

## Членства
- Българската асоциация по клинична имунология (почетен член)
- Чуждестранен член на Руската академия на науките.
- Световната асоциация по имунорехабилитация (почетен член)
- Научните дружества по алергология и имунология на Куба, Чехия, Грузия, Азербайджан (почетен член)